# Show No Mercy
Show No Mercy er det amerikanske thrash metal-band Slayers debutalbum, der blev udgivet i december 1983 af Metal Blade Records. Brian Slagel sørgede for, at bandet skrev kontrakt med Metal Blade efter at have set dem optræde med sangen "Phantom of the Opera" af Iron Maiden. Bandet var tvunget til selv at finansiere dets debutalbum ved at bruge vokalist Tom Arayas sparepenge. Han var deres åndedrætsterapeut. Og penge de lånte af guitaristen Kerry Kings far.
Bandet tog på en stor turné for at fremme albummet, hvor de både tog nære venner og familie med på turen, der hjalp bag scenen med lys og lyd. Selvom albummet blev kritiseret som af dårlig produktionskvalitet, blev det Metal Blade Records mest solgte udgivelse. Albummet indeholdt sange som "Die by the Sword", "The Antichrist" og "Black Magic", der regelmæssigt bliver spillet til Slayers liveshows.

## Indspilning
Slayer var gruppen der åbnede for Bitch ved Woodstock Club i Los Angeles, hvor det optrådte med otte sange — seks af dem bestod covernumre. Mens bandet optrådte med sangen "Phantom of the Opera" af Iron Maiden blev de opdaget af Brian Slagel, tidligere musikjournalist og nystifter af Metal Blade Records. Slagel mødtes med bandet bag scenen og spurgte, om de ville med på pladeselskabets kommende Metal Massacre III opsamlingsalbum. Det gik de med til.
Bandets optræden på opsamlingsalbummet skabte opmærksomhed i undergrunden og førte til, at Slagel skrev kontrakt med bandet.
Indspillet i Los Angeles Californien blev Show No Mercy finansieret af vokalist Tom Araya som brugte de penge, han havde indtjent som åndedrætsterapeut.
Vokalist Araya påpeger Venom som af stor indflydelse på albummet – mens da guitarist King var inde i det satanistiske billede.
Gene Hoglan fra Dark Angel optrådte med bagvokal på sangen "Evil Has No Boundaries": "Før i tiden var det Jeff og Kerry, der lagde stemmer til udråbet 'Evil!', og det lød ikke så heavy så jeg nævnte til Tom eller Jeff eller en eller anden 'I ved i skulle overveje... måske overveje at alle skulle synge med på udråbet, så det kommer til at lyde mere som dæmoner og den slags og deres holdning var 'God ide,' men hvad med at vi lod otte gutter sidde omkring i studiet og nu hoppede alle og råbte 'evil', så jeg havde det sådan 'cool' fordi jeg havde det sådan, jeg ville synge på den plade på en eller anden måde, det er sådan jeg kan gøre det, totalt uplanlagt du ved?! Sikker nok sagde de bare "Fuck vi har tiden til det, lad os gøre det" så jeg havde det sådan "Yeah jeg skal synge på den." 
Til indspilningerne af trommerne ville Slagel have trommeslager Dave Lombardo til at spille uden at bruge bækkener på grund af den larm de lavede, da han var i tvivl om han kunne undgå larmen, hvad han gjorde til sidst.
Bandet brugte satanistiske temaer i både sangtekster og optrædener for at øge opmærksomheden i metalfælleskabet. På grund af billedsproget og det poetiske indhold modtog Slagel en mail fra PMRC for fortalte bandet skulle stoppe med at udgive albums; Araya kommenterede "Dengang du havde PMRC som bogstaveligt tog alt til sig. Selvom du faktisk forsøger at skabe et billede. Din hensigt er at skræmme folk."
Albummet indeholdt sange som "The Antichrist," "Die by the Sword," og "Black Magic" som regelmæssigt bliver spillet til Slayers live shows.

## Turné
Slayer tog på deres første turné i USA efter albummet blev udgivet. Slagel gav bandet en adresseliste og kontaktnumre til stederne, de skulle besøge. Araya arbejdede stadig på hospitalet og kaldte medlemmerne sammen og sagde: "I dag er dagen. Skal vi gøre det?" Bandet vidste at turnérede de ikke nu ville de aldrig komme til det. Så de tog af sted i Arayas Chevrolet Camaro og U-Haul. Gennem den første del af turnéen havde Slayer ingen manager, kun en T-shirtsælger ved navn Doug Goodman, som til sidst endte med at blive bandets turnémanager – Goodman er nu manager for artister som Green Day og Beck.
En ven af bandet Kevin Reed satte trommer og lys op på turneen. Reeds far Lawrence R. Reed tegnede Minotaurosen med sværdet på albumcoveret.
Arayas yngre bror Johnny Araya som var 13 eller 14 var roadie, der satte udstyret og lyden op bagved. Hanneman ville have Johnny til at drikke øl. Holgan var også roadie men blev fyret efter det første show da han ikke anede, hvad han skulle foretage sig.
Bandet skaffede kun lige nøjagtigt penge til at holde dem selv i gang ved at købe det mest nødvendige mad, benzin og øl. Araya fortalte: "Faktisk brugte vi lige meget, hvad vi fik for at komme fra punkt A til punkt B. Da vi kom tilbage sagde Brian 'Så hvor er pengene?' Og vi sagde noget med 'hvilke penge?' På dette tidspunkt havde vi ikke tænkt over vi skulle aflevere penge, når vi kom tilbage. Jeg troede han fik en masse penge sendt direkte, og meningen var at vi skulle tage resten.
Slayer optrådte på et hotel i Winnipeg, hvor kælderen var indrettet som en klub. Araya: "Vi havde opholdt os der i fire til fem dage tror jeg. Vi så Verbal Abuse spille der. Så optrådte vi et sted i Boston, Lizard Lounge. Faktisk havde en bil kørt ind i facaden på bygningen, og der var slået brædder op over det hele, men vi spillede der alligevel. Da der sprang eb streng på en af guitarerne, ville Araya give dem bassen, Hanneman oplyste "vi diskuterede det en del, "jeg ville gerne spille bas et stykke tid!"

## Modtagelse
Bandet havde ikke nok tid til at sælge plader, mens de turnerede, men albummet blev alligevel Metal Blade Records mest sælgende udgivelse.
Femtusind var pladeselskabets gennemsnit. Show No Mercy kom til at sælge 15,500 til 20,000 oplag i USA, og 15,000 udenlandsk da Metal Blade havde verdensomspændende rettigheder. Albummet succes førte til at Slagel ville have bandet til at udgive en ny plade og en ep.
På albummet blev der lagt mærke til den dårlige produktion og musikdeltagelse. Jeremy Ulrey fra All Music Guide omtalte albummet som "amatøragtigt i forhold til de senere udgivelser." Ifølge Araya viser albummet Reign in Blood bandets lyriske og musikalske udvikling.
Araya kommenterede også den dårlige produktion af albummet: "På grund af tiden og stedet var disse plader fantastiske. Produktionsvis nu til dags er det så meget under det normale. Men på den tid var det fantastiske plader for mig. Jeg tror, vi kunne gøre det om, men hvorfor ødelægge det? Alligevel anser mange fans albummet for at være et af Slayers bedste, og det nåede plads 4 på Metal-Rules´Top 50 ekstreme metal albummer.

## Spor
1. "Evil Has No Boundaries" (Tekst:Hanneman/King) (Musik: King) – 3:12
2. "The Antichrist" (Tekst:Hanneman) (Musik: Hanneman/King) – 2:47
3. "Die by the Sword" (Tekst & musik: Hanneman) – 3:37
4. "Fight till Death" (Tekst & musik: Hanneman) – 3:40
5. "Metal Storm/Face the Slayer" (Tekst: King) (Musik: Hanneman/King) – 4:51
6. "Black Magic" (Tekst: King) (Musik: Hanneman/King) – 4:02
7. "Tormentor" (Tekst & musik: Hanneman) – 3:42
8. "The Final Command" (Tekst: King) (Musik: Hanneman/King) – 2:33
9. "Crionics" (Tekst & musik: Hanneman/King) – 3:30
10. "Show No Mercy" (Tekst & musik: King) – 3:05

- Genudgivelsen i 1987 indeholdt også sangene "Haunting the Chapel", "Captor of Sin" og "Chemical Warfare" fra Haunting the Chapel ep'en.[7]

- Genudgivelsen i 1994 indeholdt også sangene "Aggressive Perfector" og "Chemical Warfare" – på nogle vinyludgivelser var Aggressive Perfector" også med på.

## Musikere
- Tom Araya – Bas, vokal
- Jeff Hanneman – lead & rytmeguitar
- Kerry King – lead & rytmeguitar
- Dave Lombardo – Trommer